# Clinton County (Ohio)
Clinton County ist ein County im Bundesstaat Ohio der Vereinigten Staaten. Der Verwaltungssitz (County Seat) ist Wilmington.

## Geographie
Das County liegt im mittleren Südwesten von Ohio, ist jeweils ca. 70 km von den Grenzen zu Kentucky und Indiana entfernt und hat eine Fläche von 1068 Quadratkilometern, wovon vier Quadratkilometer Wasserfläche sind. Es grenzt im Uhrzeigersinn an folgende Countys: Greene County, Fayette County, Highland County, Brown County, Clermont County und Warren County.

## Geschichte
Clinton County wurde am 19. Februar 1810 aus Teilen des Highland County und des Warren County gebildet. Benannt wurde es nach George Clinton, einem Soldaten, Politiker, Gouverneur von New York und Vizepräsident der Vereinigten Staaten. Laut The Descendants of William Sabin war einer der ersten europäischstämmigen Menschen, die in dem County geboren worden sind, Mary Stuart Sabin, Tochter des Dr. Warren Sabin, c. 1812. Genetische Untersuchungen ergaben, dass auch Williston T. Mendenhall Clarksville, Clinton County am 24. November 1811 geboren worden ist.
18 Bauwerke und Stätten des Countys sind im National Register of Historic Places eingetragen (Stand 9. April 2018).

## Demografische Daten

Alterspyramide des Clinton County

Nach der Volkszählung im Jahr 2000 lebten im Clinton County 40.543 Menschen in 15.416 Haushalten und 11.068 Familien. Die Bevölkerungsdichte betrug 38 Einwohner pro Quadratkilometer. Ethnisch betrachtet setzte sich die Bevölkerung zusammen aus 95,99 Prozent Weißen, 2,19 Prozent Afroamerikanern, 0,26 Prozent amerikanischen Ureinwohnern, 0,38 Prozent Asiaten und 0,20 Prozent aus anderen ethnischen Gruppen; 0,97 Prozent stammten von zwei oder mehr Ethnien ab. 0,66 Prozent der Bevölkerung waren spanischer oder lateinamerikanischer Abstammung.
Von den 15.416 Haushalten hatten 34,7 Prozent Kinder und Jugendliche unter 18 Jahre, die bei ihnen lebten. 57,4 Prozent waren verheiratete, zusammenlebende Paare, 10,1 Prozent waren allein erziehende Mütter, 28,2 Prozent waren keine Familien, 23,7 Prozent waren Singlehaushalte und in 9,9 Prozent lebten Menschen im Alter von 65 Jahren oder darüber. Die Durchschnittshaushaltsgröße betrug 2,56 und die durchschnittliche Familiengröße lag bei 3,03 Personen.
Auf das gesamte County bezogen setzte sich die Bevölkerung zusammen aus 26,4 Prozent Einwohnern unter 18 Jahren, 10,2 Prozent zwischen 18 und 24 Jahren, 29,1 Prozent zwischen 25 und 44 Jahren, 22,1 Prozent zwischen 45 und 64 Jahren und 12,2 Prozent waren 65 Jahre alt oder darüber. Das Durchschnittsalter betrug 35 Jahre. Auf 100 weibliche Personen kamen 96,1 männliche Personen. Auf 100 Frauen im Alter von 18 Jahren oder darüber kamen statistisch 92,7 Männer.
Das jährliche Durchschnittseinkommen eines Haushalts betrug 40.467 USD, das Durchschnittseinkommen der Familien betrug 48.158 USD. Männer hatten ein Durchschnittseinkommen von 34.448 USD, Frauen 23.846 USD. Das Prokopfeinkommen betrug 18.462 USD. 6,4 Prozent der Familien und 8,6 Prozent der Bevölkerung lebten unterhalb der Armutsgrenze. Davon waren 9,9 Prozent Kinder oder Jugendliche unter 18 Jahre und 11,6 Prozent waren Menschen über 65 Jahre.

### Orte in Clinton County

#### Stadt
- Wilmington

#### Dörfer

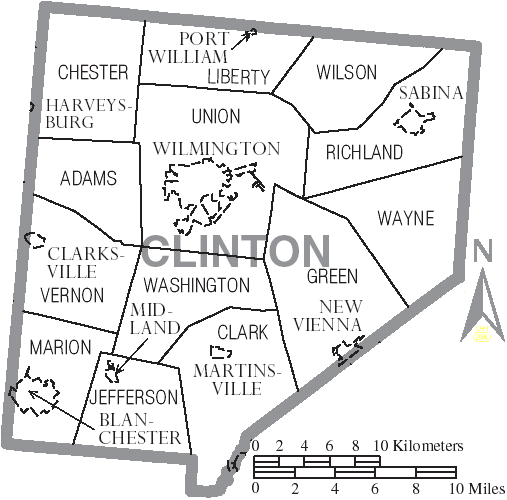
Karte des Clinton County.

| - Blanchester - Clarksville - Lynchburg - Martinsville - Midland - New Vienna - Port William - Sabina |

#### Townships
| - Adams Township - Chester Township - Clark Township - Green Township - Jefferson Township | - Liberty Township - Marion Township - Richland Township - Union Township | - Vernon Township - Washington Township - Wayne Township - Wilson Township |